# Nacionalno vijeće za znanost, visoko obrazovanje i tehnološki razvitak
Nacionalno vijeće za znanost, visoko obrazovanje i tehnološki razvoj, najviše stručno tijelo koje se brine za razvitak i kvalitetu cjelokupne znanstvene djelatnosti i sustava znanosti, visokog obrazovanja i tehnološkog razvoja u Republici Hrvatskoj. Definirano je sukladno s čl. 6. Zakona o znanstvenoj djelatnosti i visokom obrazovanju (Narodne novine broj 123/03, 105/04, 174/04, 46/07, 63/11, 94/13 i 139/13. Nacionalno vijeće:
- raspravlja pitanja od važnosti za znanstvenu djelatnost te predlaže i potiče donošenje mjera za njezino unaprjeđenje,
- predlaže i potiče donošenje mjera za unaprjeđenje visokog obrazovanja,
- daje suglasnost na uvjete Rektorskog zbora i Vijeća veleučilišta i visokih škola za stjecanje znanstveno-nastavnih, umjetničko-nastavnih i nastavnih zvanja,
- prati razvitak i utvrđuje znanstvena i umjetnička područja i polja, imenuje područna znanstvena i umjetnička vijeća te matične odbore za pojedina polja,
- općim aktom utvrđuje uvjete za stjecanje znanstvenih zvanja u skladu sa Zakonom o znanstvenoj djelatnosti i visokom obrazovanju,
- općim aktom utvrđuje minimalne uvjete radnih obveza za znanstveno, znanstveno-nastavna i umjetničko-nastavna zvanja o kojima se podnosi izvješće u skladu sa Zakonom o znanstvenoj djelatnosti i visokom obrazovanju,
- utvrđuje uvjete koje trebaju ispuniti znanstvene organizacije i visoka učilišta u području umjetnosti da bi dobile ovlaštenje za provođenje postupka izbora u znanstvena zvanja odnosno umjetničku komponentu umjetničko-nastavnih zvanja u skladu sa Zakonom o znanstvenoj djelatnosti i visokom obrazovanju,
- donosi kriterije izvrsnosti za odabir znanstvenika i nastavnika za produljenje ugovora o radu nakon 65 godina života, u skladu sa Zakonom o znanstvenoj djelatnosti i visokom obrazovanju,
- propisuje minimalne uvjete radnih obveza za reizbor na znanstvena, znanstveno-nastavna, umjetničko-nastavna, nastavna i stručna radna mjesta, u skladu sa Zakonom o znanstvenoj djelatnosti i visokom obrazovanju,
- predlaže proglašavanje znanstvenih centara izvrsnosti te daje mišljenje o osnivanju znanstveno-tehnologijskih parkova i kolaborativnih tehnologijskih centara,
- predlaže kriterije i odnose raspodjele proračunskih sredstava za znanstvenu djelatnost i visoko obrazovanje te tehnološki razvoj,
- predlaže i potiče sudjelovanje drugih subjekata i organizacija civilnog društva, posebno tijela državne uprave, tijela jedinica lokalne i područne (regionalne) samouprave te gospodarskih subjekata u sustavu znanstvene djelatnosti i visokog obrazovanja,
- predlaže mjere i poduzima aktivnosti za afirmaciju i napredovanje znanstvenog i nastavnog pomlatka,
- imenuje članove Savjeta za financiranje znanstvene djelatnosti i visokog obrazovanja,
- predlaže i potiče mjere vezane za policentrični sustav znanstvene djelatnosti i visokog obrazovanja u Republici Hrvatskoj te predlaže Hrvatskome saboru strateški dokument mreže javnih visokih učilišta i javnih znanstvenih instituta,
- raspravlja pitanja od važnosti za razvoj nacionalnoga inovacijskog sustava i predlaže i potiče donošenje mjera za njegovo unapređenje te poticanje tehnološkog razvoja,
- predlaže članove Odbora za etiku u znanosti i visokom obrazovanju,
- razmatra i daje svoje mišljenje o drugim pitanjima važnima za razvoj sustava znanosti i visokog obrazovanja u Republici Hrvatskoj.
- predlaže suglasnost na Statut javnog znanstvenog instituta (sukladno čl. 26. Zakona o znanstvenoj djelatnosti i visokom obrazovanju)
- daje prijedlog o Ovlaštenju za provođenje dijela postupka izbora u znanstvena zvanja (sukladno čl. 34. st. 4. Zakona o znanstvenoj djelatnosti i visokom obrazovanju)
- daje mišljenje o oduzimanju Ovlaštenja za provođenje dijela postupka izbora u znanstvena zvanja (sukladno čl. 36. st. 3. Zakona o znanstvenoj djelatnosti i visokom obrazovanju)
- na zahtjev ministra pokreće postupak za razrješenje predsjednika i članova matičnih odbora odgovornih za nepoštivanje zadanih rokova (sukladno čl. 36. Zakona o znanstvenoj djelatnosti i visokom obrazovanju)

U Vijeću su do danas bili Mirjana Polić Bobić, Damir Agičić, Marcela Andreata Koren, Vladimir Bermanec, Mladen Boban, Vladimir Geiger, Vlasta Ilišin, Mislav Ježić, Ljiljana Kaliterna Lipovčan, Ivica Kostović, Damir Magaš, Petar Mišević, Gojko Ostojić, Petar Pervan, Boris Popović, Mladen Šolić, Zdravko Tolušić i Neven Vidaković.